# Herfølge Sogn
Herfølge Sogn er et sogn i Køge Provsti (Roskilde Stift).
Indtil 1892 var Sædder Sogn anneks til Herfølge Sogn. Begge sogne hørte til Bjæverskov Herred i Præstø Amt. Hvert af dem dannede sin egen sognekommune. Herfølge og Sædder lagde sig i 1968 frivilligt sammen til Herfølge Kommune, som ved kommunalreformen i 1970 blev indlemmet i Køge Kommune.
I Herfølge Sogn ligger Herfølge Kirke.
I sognet findes følgende autoriserede stednavne:
- Ankerstræde (bebyggelse)
- Billesborg (ejerlav, landbrugsejendom)
- Billesborg Indelukke (areal)
- Bøgebjerg (bebyggelse)
- Egøje (bebyggelse, ejerlav)
- Gunderup (ejerlav, landbrugsejendom)
- Hastrup (bebyggelse, ejerlav)
- Hegnetslund (bebyggelse)
- Herfølge (bebyggelse, ejerlav)
- Herfølge Kohave (bebyggelse)
- Herfølge Overdrev (bebyggelse)
- Herfølge Torp (bebyggelse)
- Kirkeskov (bebyggelse)
- Klemmenstrup (bebyggelse, ejerlav)
- Langeledsgård (bebyggelse)
- Pramskov (areal)
- Påskebjerg (areal, bebyggelse)
- Strandskov (areal)
- Svansbjerg (bebyggelse, ejerlav)
- Svansbjerg Overdrev (bebyggelse)
- Søhuse (bebyggelse)
- Søllerup (bebyggelse, ejerlav)
- Søllerup Overdrev (bebyggelse)
- Tessebølle (bebyggelse, ejerlav)
- Vallø Storskov (areal)
- Vedskølle (bebyggelse, ejerlav)
- Åshøje (bebyggelse, ejerlav)